# Кенга (річка)
Ке́нга (рос. Кёнга) — річка в Росії, права складова Парабелю (притоки Обі), тече у Томській області Васюганською рівниною.
Кенга починається у Васюганських болотах і тече на північ територією Бакчарського і (невеликий відрізок) Парабельського районів Томської області. Біля села Усть-Чузик зливається з річкою Чузик, утворючи річку Парабель (притоку Обі). В басейні Кенги багато невеликих озер. 
Довжина річки 498 км, площа водозбірного басейну 8570 км². Середньорічний стік 23,6 м³/c. Живлення снігове і дощове. Повінь з квітня до серпня, у серпні часті паводки. Головна притока — Ємелич — впадає у Кенгу зліва. Менші притоки — Нершо, Мурзя, Макаровка, Понженак, Велика Неньга, Пужа.
Річка судноплавна на 122 км від гирла (до селища Центральний) .
Населенні пункти на річці: Кенга, Центральний, Усть-Чузик.